# Lucille Farrier Stickel
Lucille Farrier Stickel, född 11 januari 1915 i Hillman, Michigan, död 22 februari 2007 i Asheville, North Carolina, var en amerikansk biolog och djurtoxikolog, och chef för Patuxent Wildlife Research Center från 1972 till 1982. Hon var den första kvinnan att bli både ledande forskare som tjänsteman i den amerikanska regeringen och att vara chef för ett nationellt forskningslaboratorium.

## Biografi
Stickel tog sin kandidatexamen vid Eastern Michigan University 1936 och var medlem av Phi Beta Kappa. Hon fortsatte sina studier vid University of Michigan där hon tog magisterexamen 1938 och doktorsexamen 1949.
Stickels första stora publikation var en rapport om miljö 1946, den första av ett antal rapporter, som skulle bli avgörande för de ekologiska effekterna av bekämpningsmedlet DDT. Dessa rapporter, tillsammans med resten av hennes arbeten, medverkade till skapandet av vilddjurstoxikologi som ett vetenskapligt ämnesområde, eftersom effekterna inte bara påverkade vilda djur på land, utan även i vattendragen och i marken. 
Hennes forskning, som i stor utsträckning koncentrerades till föroreningar i vilda ekosystem, och hennes forskning om effekterna av bekämpningsmedlet DDT var ett av underlagen till Rachel Carson bok Tyst vår.
Stickel började först arbeta på Patuxent Wildlife Research Center 1942 efter att hon hade tagit sin kandidatexamen. Flera år senare tog hon ledigt för att slutföra sin doktorsexamen, innan han återvände 1961 för att fortsätta arbetet på Patuxent, vilket ledde till att hon utsågs till chef för anläggningen 1972. Hon innehade denna befattning under ett decennium fram till sin pension 1982.
Hon var gift med William Henson Stickel, också han medlem av US Fish and Wildlife Service och en herpetolog.

## Utmärkelser
- Federal Women’s Award av Department of the Interior, 1968,
- Distinguished Service Award, 1973,
- Aldo Leopold Memorial Award av Wildlife Society, 1974, för sitt arbete med naturvårdsavtal.
- Rachel Carson Award  av Society of Environmental Toxicology and Chemistry, 1998,[3]
- invald i Michigan Women's Hall of Fame för sitt miljöarbete, 2014,[1]
- hedersdoktorat vid Eastern Michigan University, 1974,
- Dessutom har Patuxent Wildlife Research Center gett nytt namn på ett kemi- och fysiologilaboratorium efter henne och hennes make.[3]